# Lola THL2
Chronologie des modèles (1986)
Lola THL1 Aucun
La Lola THL2 est une monoplace de Formule 1 conçue par l'écurie américaine Team Haas Lola pour le championnat du monde de Formule 1 1986. Elle succède à la Lola THL1. Alan Jones et Patrick Tambay en sont les pilotes.

## Historique
La Lola THL2 est la deuxième monoplace du Team Haas Lola, qui arrive lors de la troisième course de la saison 1986, uniquement pour Alan Jones, ; Patrick Tambay en bénéficie à partir de la quatrième course.
Si la THL2 est victime de nombreux problèmes de fiabilité, elle connaît quelques résultats honorables. En Hongrie, pour la première fois de la saison, Tambay réalise le sixième temps en qualifications ; en course, il perd une place, et termine à la porte des points, juste derrière Martin Brundle qui récupère le dernier point mis en jeu. Cette forme prometteuse de l'équipe se confirme en Autriche où Jones et Tambay, pourtant partis du milieu de grille, profitent des multiples abandons et effectuent de nombreux dépassements pour terminer respectivement quatrième et cinquième, ce qui correspond aux premiers points de l'équipe. Alan Jones continue sur sa lancée en terminant sixième au Grand Prix d'Italie, alors que Tambay est victime d'un accident dès le deuxième tour avec Riccardo Patrese.
Malgré tout, l'écurie stagne habituellement en milieu de classement. À la fin de la saison, l'écurie Haas Lola se classe huitième du championnat du monde des constructeurs avec six points, mais n'a plus d'argent et fait faillite. Lola Cars continue toutefois ses activités avec la Lola LC87, conçue pour Larrousse F1.

## Palmarès
- Saison 1986 :
  - Départs en Grand Prix : Alan Jones : 14, Patrick Tambay : 11, Eddie Cheever : 1
  - Meilleur résultat en qualifications : Alan Jones : 10e, Patrick Tambay : 6e, Eddie Cheever : 10e
  - Meilleur résultat en course : Alan Jones : 4e, Patrick Tambay, 5e, Eddie Cheever : abandon
  - Points Marqués :  Alan Jones : 4, Patrick Tambay : 2, Eddie Cheever : 0
  - Abandons : Alan Jones : 9, Patrick Tambay : 6, Eddie Cheever : 1
  - Classements au Championnat du monde :  
    - Alan Jones : 12e
    - Patrick Tambay : 15e
    - Eddie Cheever : non classé
    - Haas Lola : 8e avec 6 points

## Résultats en championnat du monde de Formule 1
| Saison | Écurie            | Moteur        | Pneumatiques | Pilotes        | Courses | Courses | Courses | Courses | Courses | Courses | Courses | Courses | Courses | Courses | Courses | Courses | Courses | Courses | Courses | Courses | Points inscrits | Classement |
| Saison | Écurie            | Moteur        | Pneumatiques | Pilotes        | 1       | 2       | 3       | 4       | 5       | 6       | 7       | 8       | 9       | 10      | 11      | 12      | 13      | 14      | 15      | 16      | Points inscrits | Classement |
| ------ | ----------------- | ------------- | ------------ | -------------- | ------- | ------- | ------- | ------- | ------- | ------- | ------- | ------- | ------- | ------- | ------- | ------- | ------- | ------- | ------- | ------- | --------------- | ---------- |
| 1986   | Team Haas USA Ltd | Ford-Cosworth | Goodyear     |                | BRÉ     | ESP     | SMR     | MON     | BEL     | CAN     | DET     | FRA     | GBR     | ALL     | HON     | AUT     | ITA     | POR     | MEX     | AUS     | 6               | 8e         |
| 1986   | Team Haas USA Ltd | Ford-Cosworth | Goodyear     | Alan Jones     |         |         | Abd     | Abd     | 11e     | 10e     | Abd     | Abd     | Abd     | 9e      | Abd     | 4e      | 6e      | Abd     | Abd     | Abd     | 6               | 8e         |
| 1986   | Team Haas USA Ltd | Ford-Cosworth | Goodyear     | Patrick Tambay |         |         |         | Abd     | Abd     | Np      |         | Abd     | Abd     | 8e      | 7e      | 5e      | Abd     | Nc      | Abd     | Nc      | 6               | 8e         |
| 1986   | Team Haas USA Ltd | Ford-Cosworth | Goodyear     | Eddie Cheever  |         |         |         |         |         |         | Abd     |         |         |         |         |         |         |         |         |         | 6               | 8e         |

Légende : ici